# 特斯林机场
特斯林机场（英語：Teslin Airport）是加拿大育空地区特斯林小镇的机场，位于城镇的西北端；机场处于海拔2,313英尺（705米）的高度。机场有一条长度为5,000英尺（1,524米）的砾石跑道。目前为止机场由育空地区政府运营。